# Arondismentul Brest
Arondismentul Brest (în franceză Arrondissement de Brest) este un arondisment din departamentul Finistère, regiunea Bretagne, Franța.

## Subdiviziuni

### Cantoane
- Cantonul Brest-Bellevue
- Cantonul Brest-Cavale-Blanche-Bohars-Guilers
- Cantonul Brest-Centre
- Cantonul Brest-L'Hermitage-Gouesnou
- Cantonul Brest-Kerichen
- Cantonul Brest-Lambézellec
- Cantonul Brest-Plouzané
- Cantonul Brest-Recouvrance
- Cantonul Brest-Saint-Marc
- Cantonul Brest-Saint-Pierre
- Cantonul Daoulas
- Cantonul Guipavas
- Cantonul Landerneau
- Cantonul Lannilis
- Cantonul Lesneven
- Cantonul Ouessant
- Cantonul Plabennec
- Cantonul Ploudalmézeau
- Cantonul Ploudiry
- Cantonul Saint-Renan

### Comune
| 1. Bohars (29011)              | 2. Bourg-Blanc (29015)        | 3. Brest (29019)                  | 4. Brignogan-Plage (29021)       |
| 5. Brélès (29017)              | 6. Coat-Méal (29035)          | 7. Le Conquet (29040)             | 8. Daoulas (29043)               |
| 9. Dirinon (29045)             | 10. Le Drennec (29047)        | 11. Le Folgoët (29055)            | 12. La Forest-Landerneau (29056) |
| 13. Gouesnou (29061)           | 14. Goulven (29064)           | 15. Guilers (29069)               | 16. Guipavas (29075)             |
| 17. Guipronvel (29076)         | 18. Guissény (29077)          | 19. Hanvec (29078)                | 20. Hôpital-Camfrout (29080)     |
| 21. Irvillac (29086)           | 22. Kerlouan (29091)          | 23. Kernilis (29093)              | 24. Kernouës (29094)             |
| 25. Kersaint-Plabennec (29095) | 26. Lampaul-Plouarzel (29098) | 27. Lampaul-Ploudalmézeau (29099) | 28. Lanarvily (29100)            |
| 29. Landerneau (29103)         | 30. Landunvez (29109)         | 31. Landéda (29101)               | 32. Lanildut (29112)             |
| 33. Lanneuffret (29116)        | 34. Lannilis (29117)          | 35. Lanrivoaré (29119)            | 36. Lesneven (29124)             |
| 37. Loc-Brévalaire (29126)     | 38. Loc-Eguiner (29128)       | 39. Locmaria-Plouzané (29130)     | 40. Logonna-Daoulas (29137)      |
| 41. Loperhet (29140)           | 42. La Martyre (29144)        | 43. Milizac (29149)               | 44. Ouessant (29155)             |
| 45. Pencran (29156)            | 46. Plabennec (29160)         | 47. Plouarzel (29177)             | 48. Ploudalmézeau (29178)        |
| 49. Ploudaniel (29179)         | 50. Ploudiry (29180)          | 51. Plougastel-Daoulas (29189)    | 52. Plougonvelin (29190)         |
| 53. Plouguerneau (29195)       | 54. Plouguin (29196)          | 55. Plouider (29198)              | 56. Ploumoguer (29201)           |
| 57. Plounéour-Trez (29203)     | 58. Plourin (29208)           | 59. Plouvien (29209)              | 60. Plouzané (29212)             |
| 61. Plouédern (29181)          | 62. Porspoder (29221)         | 63. Le Relecq-Kerhuon (29235)     | 64. La Roche-Maurice (29237)     |
| 65. Saint-Divy (29245)         | 66. Saint-Eloy (29246)        | 67. Saint-Frégant (29248)         | 68. Saint-Méen (29255)           |
| 69. Saint-Pabu (29257)         | 70. Saint-Renan (29260)       | 71. Saint-Thonan (29268)          | 72. Saint-Urbain (29270)         |
| 73. Trébabu (29282)            | 74. Tréflévénez (29286)       | 75. Trégarantec (29288)           | 76. Tréglonou (29290)            |
| 77. Le Tréhou (29294)          | 78. Trémaouézan (29295)       | 79. Tréouergat (29299)            | 80. Île-Molène (29084)           |